# 780 (číslo)
Sedm set osmdesát je přirozené číslo. Následuje po čísle sedm set sedmdesát devět a předchází číslu sedm set osmdesát jedna. Římskými číslicemi se zapisuje DCCLXXX a řeckými číslicemi ψπ'.

## Matematika
780 je:
- Abundantní číslo
- Složené číslo
- Nešťastné číslo
- Trojúhelníkové číslo
- Šestiúhelníkové číslo
- Součet deseti po sobě jdoucích prvočísel (59 + 61 + 67 + 71 + 73 + 79 + 83 + 89 + 97 + 101)

## Astronomie
- (780) Armenia je planetka hlavního pásu, kterou objevil v roce 1914 Grigorij Nikolajevič Neujmin

## Roky
- 780
- 780 př. n. l.